# John Dawson (muzyk)
John Collins Dawson IV ps. "Marmaduke" (ur. 16 czerwca 1945 w Detroit w USA, zm. 21 lipca 2009 w San Miguel de Allende w Meksyku) – amerykański wokalista, kompozytor i gitarzysta.
W 1969 r., założył wraz z Jerrym Garcia grupę New Riders, łączącą psychodelicznego rocka i country. Zespół w latach 1971–1976 wydał osiem płyt w wytwórni Columbia Records, a pierwszą złota płytę uzyskał w 1973 r., za album “The Adventures of Panama Red”. Z zespołem wystąpił między innymi na pamiętnym koncercie dla 50 tys. słuchaczy w Central Parku w Nowym Jorku. 
Był wieloletnim współpracownikiem zespołu Grateful Dead i współautorem kompozycji “Friend of the Devil”. Zmarł na raka żołądka.